# Plaza de toros de Vista Alegre (Bilbao)
La plaza de toros de Vista Alegre se encuentra en la villa de Bilbao, Vizcaya, España.
El coso está situado en la calle Martín Agüero n.º 1, junto a la plaza Zabalburu. Se trata de una plaza de toros de primera categoría, una de las más importantes de España, y en ella han toreado las mayores figuras del toreo de todos los tiempos.

## La antigua plaza
La primera plaza fue inaugurada el 13 de agosto de 1882, bajo la dirección del arquitecto Sabino Goikoetxea Etxebarria, con un aforo de 12.394 asientos.
Los diestros que inauguraron esta plaza fueron Manuel Fuentes “Bocanegra”, José Lara “Chicorro” y Fernando Gómez “Gallito Chico” con reses de Concha y Sierra.
En sus 83 años de vida se celebraron un total de 1817 festejos hasta que en la madrugada del 4 al 5 de septiembre de 1961, tras una novillada en la que actuaron Rafael Chacarte, J. M. Montilla y Manuel Benítez "El Cordobés" con reses de Antonio Pérez de San Fernando, un incendio la destruyó.
En 1939 fue usada eventualmente por las tropas franquistas como campo de concentración de prisioneros republicanos, formando parte de un complejo concentracionario que tenía su sede central y permanente en la Universidad de Deusto.

## La nueva plaza
La actual plaza de toros de Vista Alegre fue inaugurada el 19 de junio de 1962, 9 meses y 15 días después del incendio que destruyó la Plaza Vieja, que fue pasto de las llamas en la madrugada del 4 al 5 de septiembre de 1961. El arquitecto que la diseñó fue Luis de Gana y Hoyos, autor también de la plaza de toros de Nueva Andalucía (1965), con la colaboración del ayuntamiento de Bilbao, la Diputación Provincial de Vizcaya y la Cámara Oficial de Comercio, Industria y Navegación de Bilbao. Actualmente tiene un aforo de 14.781 espectadores.

## El nuevo BIVA
En noviembre de 2019 la empresa BMF Toros, arrendataria del coso, presentó BIVA Bilbao: un novedoso plan de restauración y remodelación de la plaza de toros de Vista Alegre
La empresa Arte, Toreo y Cultura BMF dio a conocer los nuevos espacios para convertir al coso bilbaíno en un referente, no sólo en festejos taurinos sino en otro tipo de espectáculos de ocio y cultura.
Las obras de reforma y remodelación de la Plaza de Toros de Vista Alegre comenzaron en diciembre de 2019 dando inicio al proceso de modernización y rehabilitación para su reconversión en el BIVA.
En la primera fase del plan de obras, se retiraron los antiguos asientos que fueron sustituidos por unos nuevos de mayor ergonomía, comodidad, resistencia al clima y de mejor aspecto estético, utilizando un diseño de disposición del graderío en formato de mosaico degradado con los colores característicos de la villa de Bilbao y de Vista Alegre: el gris oscuro, el azul Bilbao, el rojo y el blanco.
La mayoría de las secciones de hormigón se encontraban en un estado crítico tras más de 50 años de erosión y uso continuado, por lo tanto, todas ellas fueron sustituidas y renovadas para completar la impermeabilización del edificio. La impermeabilización, que se completó en varias semanas, tuvo como principales objetivos: frenar el deterioro de la estructura evitando mayor erosión y filtraciones, aportar mayor longevidad y fortaleza a las áreas de asiento y por último, proporcionar una nueva imagen del recinto, más limpia, moderna y estilizada.
Vista Alegre ha vivido una reforma completa de sus espacios. Además del saneamiento del edificio se renovaron los sistemas de iluminación por dispositivos led de bajo consumo que convierten al recinto en sostenible y respetuoso con el medioambiente.
La fachada del BIVA ha sido restaurada para ofrecer una imagen más limpia, luminosa y cuidada.
La inauguración del Nuevo BIVA estaba prevista para la primavera de 2020 pero se vio pospuesta debido a la crisis sanitaria del COVID19.